# Chenommet
Chenommet est une ancienne commune du Sud-Ouest de la France, située dans le département de la Charente (région Nouvelle-Aquitaine). Depuis le 1er janvier 2017, elle est intégrée à la commune nouvelle d'Aunac-sur-Charente.

## Géographie

### Localisation et accès
Chenommet est une commune du Nord-Charente, située à mi-chemin entre Mansle et Ruffec le long de la Charente.
Appartenant au canton de Mansle, elle est à 9 km au nord de Mansle, 11 km au sud de Ruffec, et 33 km au nord d'Angoulême.
Située 4 km à l'est de la N 10 entre Angoulême et Poitiers, on y accède par l'échangeur des Maisons Rouges sur la D 27, et le pont de Chenon sur la Charente, ou celui d'Aunac plus en aval. La D 187, petite départementale de Poursac à Aunac, traverse la commune en longeant la Charente sur sa rive gauche et passe au bourg.
La gare la plus proche est celle de Ruffec, desservie par des TER et TGV à destination d'Angoulême, Poitiers, Paris et Bordeaux.

### Hameaux et lieux-dits
Le bourg est entouré par les hameaux de chez Godeau, chez Piquelot et chez Penot. Plus au sud, on trouve les hameaux de la Côte et chez Durand. Quelques fermes et lieux-dits de moindre taille complètent ceux-ci.

### Communes limitrophes
|                             | Poursac                    |         |
| Chenon                      | Chenommet                  | Couture |
| Bayers (Aunac-sur-Charente) | Aunac (Aunac-sur-Charente) |         |

### Géologie et relief
Géologiquement, la commune est dans le calcaire du Jurassique du Bassin aquitain, comme tout le Nord-Charente. Plus particulièrement, le Callovien occupe la surface communale. La vallée de la Charente, à l'ouest, est couverte par des alluvions dont les plus anciennes ont formé une basse terrasse sur laquelle le bourg est construit,,.
Le relief de la commune est celui de bas plateau à l'est, descendant doucement vers la vallée occupant l'ouest. Au nord et au sud, la rive marque un léger escarpement. Le point culminant de la commune est à une altitude de 117 m, situé à l'est de chez Piquelot. Le point le plus bas est à 69 m, situé le long de la Charente en limite sud. Le bourg, situé près du fleuve, est à 77 m d'altitude.

### Hydrographie

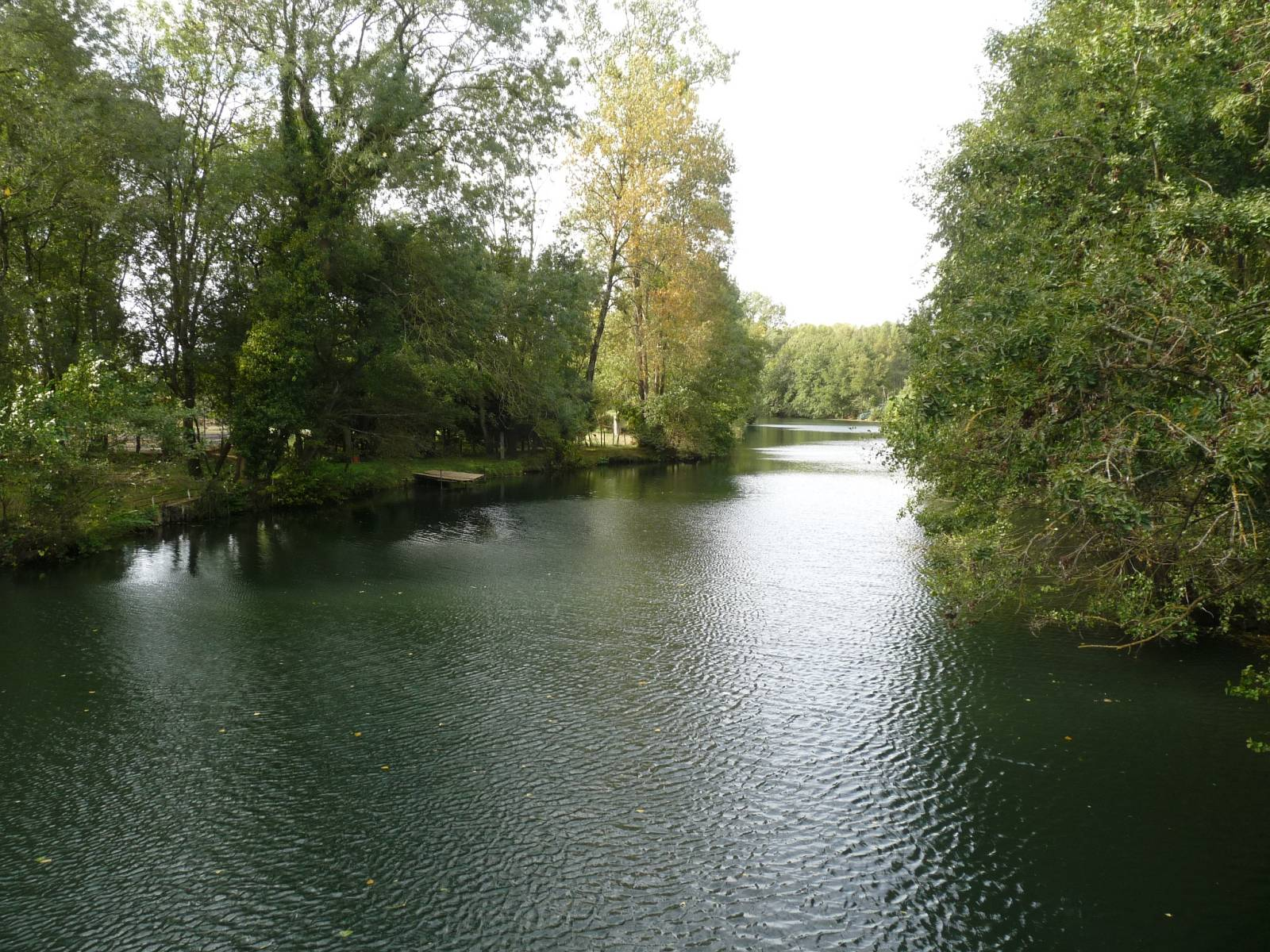
La Charente vue du pont de Chenon

La Charente limite la commune à l'ouest, et la commune est sur sa rive gauche. Le Bief est un petit bras de la Charente au sud du bourg.
La Combe du Lut, au sud de la commune, est occupée par un ruisseau intermittent se jetant dans le fleuve sur la limite sud de la commune.

### Climat
Comme dans les trois quarts sud et ouest du département, le climat est océanique aquitain.

## Toponymie
Le nom est attesté sous la forme Chanometo vers 1300.
Le nom Chenommet est probablement le diminutif de Chenon, commune voisine, signifiant ainsi le « petit Chenon »,.

## Histoire
Au début du XXe siècle, l'industrie dans la commune était représentée par le moulin du Geay, situé sur la Charente.

## Administration
| Période                                  | Période  | Identité         | Étiquette | Qualité                      |
| ---------------------------------------- | -------- | ---------------- | --------- | ---------------------------- |
| 1995                                     | 2008     | Robert Périchon  |           |                              |
| 2008                                     | 2014     | Alain Lebourg    | SE        | Retraité éducateur technique |
| 2014                                     | En cours | Philippe Esteban | SE        | Gérant de SCI                |
| Les données manquantes sont à compléter. |          |                  |           |                              |

## Démographie

### Évolution démographique
L'évolution du nombre d'habitants est connue à travers les recensements de la population effectués dans la commune depuis 1793. À partir du 1er janvier 2009, les populations légales des communes sont publiées annuellement dans le cadre d'un recensement qui repose désormais sur une collecte d'information annuelle, concernant successivement tous les territoires communaux au cours d'une période de cinq ans. 
Pour les communes de moins de 10 000 habitants, une enquête de recensement portant sur toute la population est réalisée tous les cinq ans, les populations légales des années intermédiaires étant quant à elles estimées par interpolation ou extrapolation. Pour la commune, le premier recensement exhaustif entrant dans le cadre du nouveau dispositif a été réalisé en 2007,.
En 2014, la commune comptait 164 habitants, en évolution de +8,61 % par rapport à 2009 (Charente : +0,65 %, France hors Mayotte : +2,49 %).
| 1793 | 1800 | 1806 | 1821 | 1831 | 1841 | 1846 | 1851 | 1856 |
| ---- | ---- | ---- | ---- | ---- | ---- | ---- | ---- | ---- |
| 380  | 364  | 350  | 379  | 470  | 435  | 420  | 432  | 502  |

| 1861 | 1866 | 1872 | 1876 | 1881 | 1886 | 1891 | 1896 | 1901 |
| ---- | ---- | ---- | ---- | ---- | ---- | ---- | ---- | ---- |
| 505  | 468  | 437  | 443  | 328  | 303  | 317  | 293  | 293  |

| 1906 | 1911 | 1921 | 1926 | 1931 | 1936 | 1946 | 1954 | 1962 |
| ---- | ---- | ---- | ---- | ---- | ---- | ---- | ---- | ---- |
| 286  | 255  | 231  | 210  | 205  | 225  | 207  | 192  | 191  |

| 1968 | 1975 | 1982 | 1990 | 1999 | 2007 | 2012 | 2014 | - |
| ---- | ---- | ---- | ---- | ---- | ---- | ---- | ---- | - |
| 182  | 160  | 148  | 146  | 128  | 143  | 159  | 164  | - |

### Pyramide des âges
| Hommes | Classe d’âge | Femmes |
| ------ | ------------ | ------ |
| 0,0    | 90 ans ou +  | 2,6    |
| 6,1    | 75 à 89 ans  | 14,3   |
| 21,2   | 60 à 74 ans  | 14,3   |
| 22,7   | 45 à 59 ans  | 15,6   |
| 24,2   | 30 à 44 ans  | 15,6   |
| 9,1    | 15 à 29 ans  | 11,7   |
| 16,7   | 0 à 14 ans   | 26,0   |

| Hommes | Classe d’âge | Femmes |
| ------ | ------------ | ------ |
| 0,5    | 90 ans ou +  | 1,6    |
| 8,2    | 75 à 89 ans  | 11,8   |
| 15,2   | 60 à 74 ans  | 15,8   |
| 22,3   | 45 à 59 ans  | 21,5   |
| 20,0   | 30 à 44 ans  | 19,2   |
| 16,7   | 15 à 29 ans  | 14,7   |
| 17,1   | 0 à 14 ans   | 15,4   |

## Économie

### Agriculture
La viticulture occupe une petite partie de l'activité agricole. La commune est située dans les Bons Bois, dans la zone d'appellation d'origine contrôlée du cognac.

## Lieux et monuments
L'église paroissiale Saint-Pierre était un prieuré qui dépendait de l'abbaye Saint-Pierre de Cellefrouin. Elle possède un bénitier en pierre du XIVe siècle qui est classé monument historique au titre objet depuis 1933. Sur trois de ses faces est représenté le martyre de saint Jean-Baptiste, patron de la commune. Deux des angles représentent saint Pierre crucifié la tête en bas, et saint André garrotté sur la croix.
Le dolmen de la Pierre Folle, situé dans l'est de la commune, date du Néolithique moyen ; il est recouvert d'un tumulus. Il est inscrit monument historique depuis 2012. La légende de la Pierre Folle, sous forme de blague assez connue, dit que lorsque la cloche de l'église sonne, elle se met à trembler.

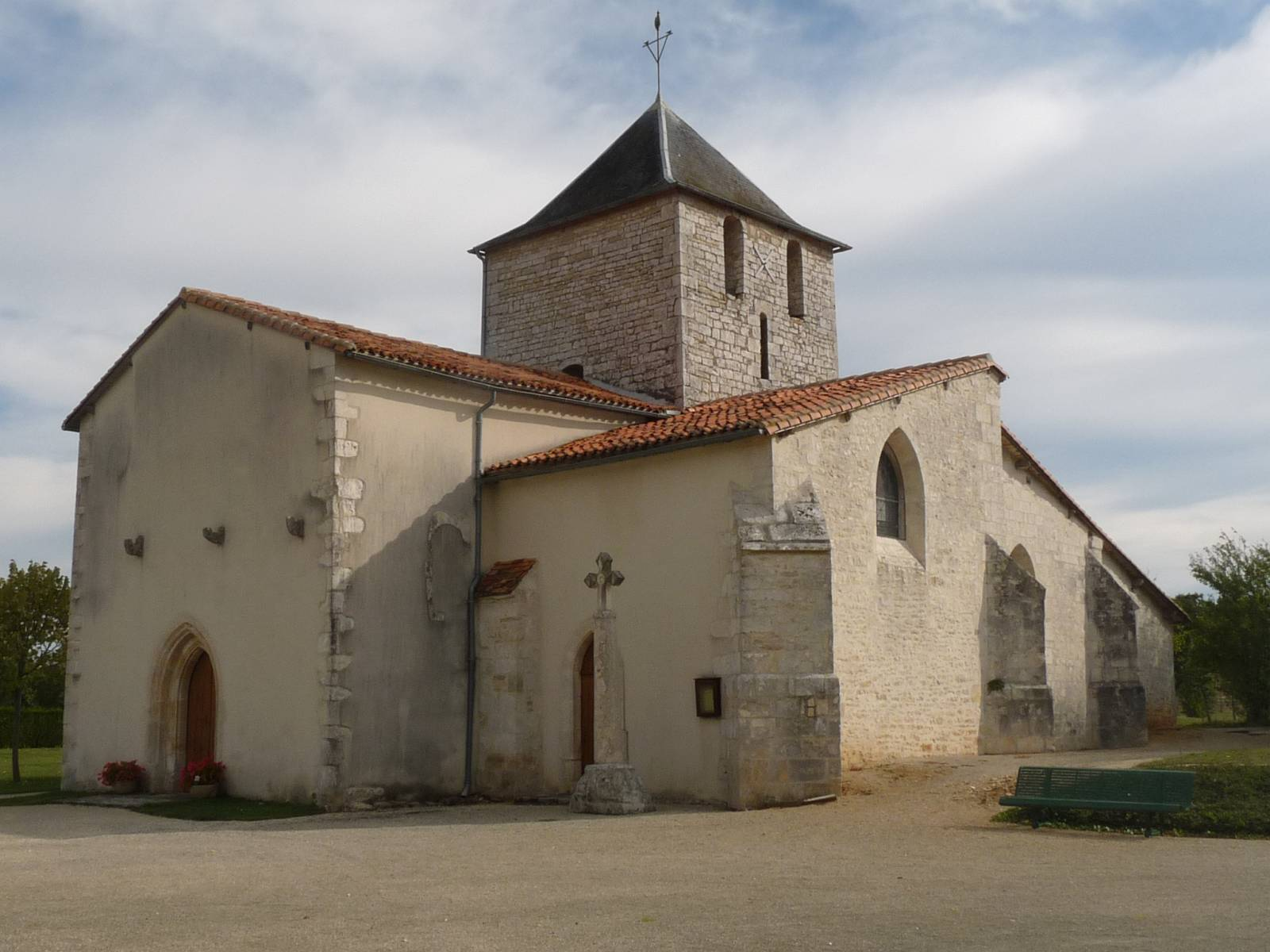
L'église Saint-Pierre
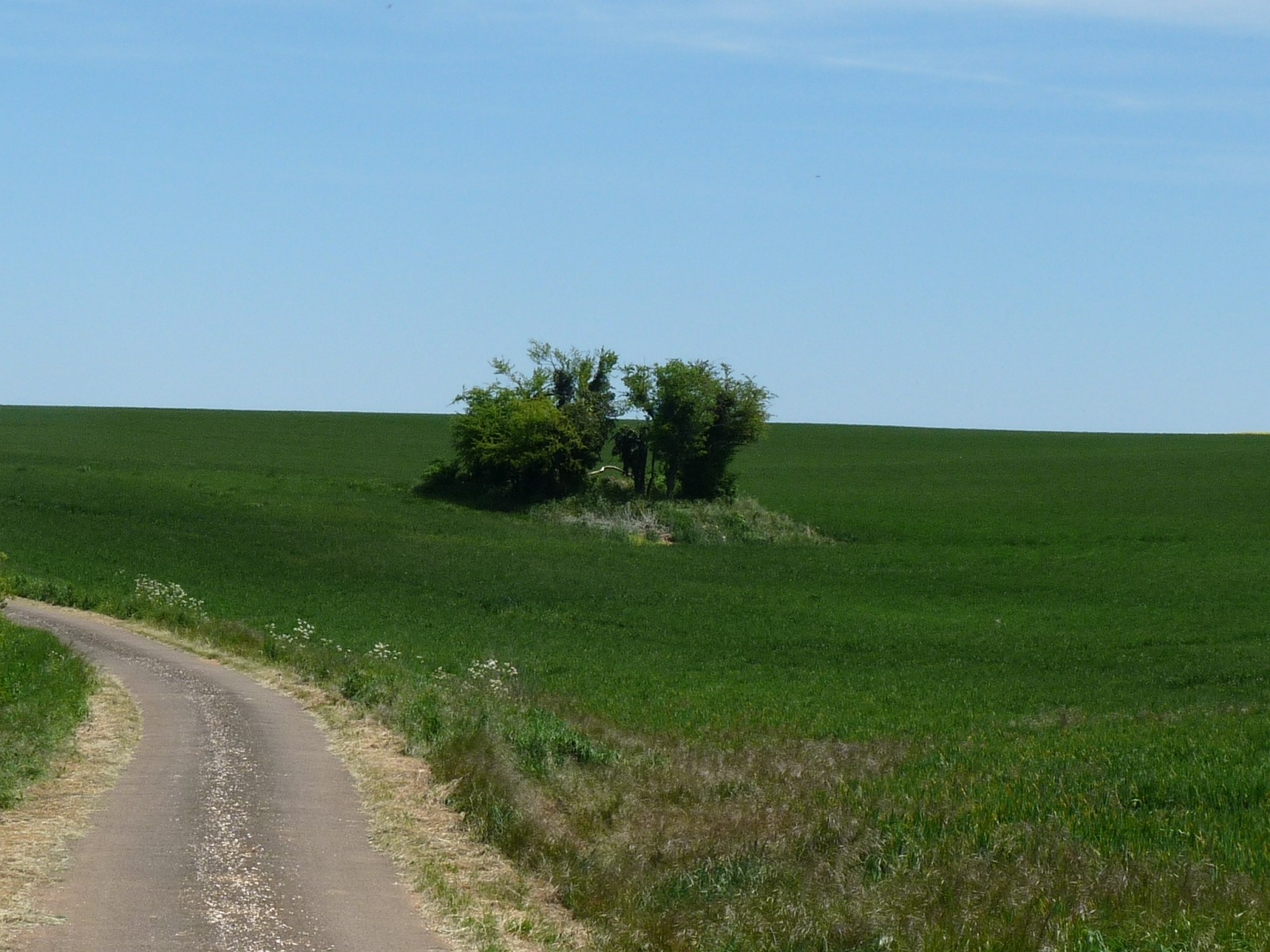
La Pierre Folle